# حمله آوریل ۲۰۲۱ به کاخ کنگره ایالات متحده
در ۲ آوریل ۲۰۲۱، یک خودرو به مانع شمالی بیرون کاخ کنگره آمریکا حمله کرده و یک افسر پلیس کاخ کنگره ایالات متحده را کشته و افسر دیگری را مجروح کرد. در پاسخ به حمله، مجموعهٔ کنگره تعطیل شد.
این حادثه حدود سه ماه پس از حمله شورشیان به ساختمان کنگره رخ داد. کنگره در هنگام حمله در تعطیلی موقت بهاری بود و هیچ‌یک از اعضای کنگره در ساختمان حضور نداشتند.